# Takkilanlampi
Takkilanlampi är en sjö i kommunen Jorois i landskapet Södra Savolax i Finland. Arean är 39 hektar och strandlinjen är 4,64 kilometer lång. Sjön  ingår i Vuoksens huvudavrinningsområde.   Den ligger omkring 48 kilometer nordöst om S:t Michel och omkring 260 kilometer nordöst om Helsingfors. 
Takkilanlampi ligger norr om Pihlas. 